# Sondrio (metrostation)
Sondrio is een metrostation in de Italiaanse stad Milaan dat werd geopend op 12 mei 1991 en wordt bediend door lijn 3 van de metro van Milaan.

## Geschiedenis
Het station is het eerste van lijn 3 ten noorden van Centrale FS en ligt zuidelijker dan het traject van lijn 3 in het metroplan van 1952. De lijn zou volgens dat plan onder de Viale Lunigiana lopen maar in het tracébesluit van 1981 buigt de lijn, vanaf Centrale FS gezien, eerder af naar het westen op weg naar de Piazza Maciachini. Vanaf de opening op 12 mei 1991 tot 16 december 1995 was Sondrio het noordelijke eindpunt van lijn 3, sindsdien loopt de lijn verder naar het westen. Onder de Via Melchiorre Gioia ligt de gezamenlijke overkluizing van de naviglio Martesana en de Seveso die op 19 september 2010 overstroomde. Hierdoor liep de metrotunnel tussen Maciachini en Repubblica vol water en de metrodienst kon pas op 27 september 2010 worden hervat. Op 15 november 2014 volgde opnieuw een overstroming, dit keer duurde de storing slechts 2 dagen.

## Ligging en inrichting
Het station ligt onder de Viale Sondrio vlak ten westen van de kruising met de via Melchiorre Gioia op 694 meter van Centrale FS. Twee toegangen liggen langs de via Melchiorre Gioia terwijl de derde onder het hotel op de hoek ligt. Daarnaast kunnen rolstoelgebruikers met een lift in de hotelgevel de verdeelhal bereiken. Achter de toegangspoortjes is de verdeelhal met liften en roltrappen verbonden met een tussenverdieping die op zijn beurt via smalle gangen en trappen verbonden is met de beide perrons. Het geheel is afgewerkt in de stijl van lijn 3 met een geel rooster als plafond en wanden met zwart/grijze stenen blokken. 

## Trivia
Het station komt voor in een scene van de film anni 90 uit 1992.